# 烏蘇拉·可貝蘿
烏蘇拉·可貝蘿·德爾加多（西班牙語：Úrsula Corberó Delgado，1989年8月11日—）是一名西班牙女演員。她的知名角色包括在Antena 3频道的電視劇《物理還是化學》飾演的露絲·戈麥斯，在西班牙電視台電視劇《伊莎贝拉一世》和喜劇電影《如何活过一次告别》分別飾演奧地利的瑪格麗特和玛尔塔。可貝蘿因在Antena 3（之後于Netflix）的搶劫劇《紙房子》飾演東京而享譽國際。

## 早年生活
烏蘇拉·可貝蘿·德爾加多生於巴塞罗那。她與父母在圣佩德罗-德比拉马霍尔生活。父親佩德羅·可貝蘿（Pedro Corberó）是一位木工，母親
埃絲特·德爾加多（Esther Delgado）則是一位店主。她的姐姐名為莫妮卡（Mónica）。
她6歲時已經知道她想成為演員，並在廣告中開始了她的首次演出。

## 演藝生涯

### 2002-2013年
可貝蘿首演是於2002年在電視劇《破裂鏡子》（Mirall Trencat）飾演瑪利亞（Maria）。她於2005至2006年在《結束》中飾演莎拉（Sara），並於2007年参演《倒數計時》（Cuenta átras）。2008年，她在劇集《寄宿学校疑云》飾演曼紐拉·波蒂略（Manuela Portillo），並開始參與Antena 3電視劇《物理還是化學》直到2010年。她的角色露絲·戈麥斯（Ruth Gomez）為暴食症患者。
《物理還是化學》於2011年殺青後，可貝蘿在西班牙電視台影集《4月14日的共和國》（14 de Abril. La Republica）擔當主演。影集的第二季因人民黨的政治衝突播出到2018年11月就停播。同年，她与《物理還是化學》合作演員和朋友馬克西·伊格萊西亞斯共同出演恐怖片《鬼悚历险3D》。儘管做了重要的廣告宣傳，電影卻未获影評人认可。2012年，她參與拍攝電視電影《輝煌的日子》（Los días de gloria），但因政治衝突而延緩至2013年7月播放。接著，她參演第一台的《特級珍藏》（Gran Reserva）第三季的角色朱莉婭·科塔扎（Julia Cortazar）。同年，她在由華金·歐瑞斯崔執導的加泰羅尼亞電視（Catalan TV）電影《飛》（Volare）。接著，她參與恐怖片《殺戮派對》（Afterparty），但不受影評人和大眾歡迎。年尾時她與卡梅洛·戈麥斯飛去哥倫比亞拍攝《远离世界》（Crimen con vista al Mar）。
2013年，她與克萊拉·拉戈和奎姆·古鐵雷茲共同主演喜劇片《誰殺了班比？》，票房和評價都取得不錯的成績。同年，她在《食破天驚2》聲演薩姆（Sam）。

### 2014-2016年
2014年，她在成功的历史剧《伊莎贝拉一世》飾演奧地利的瑪格麗特。同年，她成為首位贏得錫切斯影展「不被驯服獎」來表彰她的演藝生涯的女演員。《男士健康》將其譽為「年度女性」，她從朋友傳奇演員蘿西·德·帕瑪的手上拿到這個獎項。
2015年，可貝蘿去特伦托拍攝《戴面纱的美人》，這部西班牙和義大利合拍劇由米麗安·利歐尼、安德烈亞·波斯卡和歐拉·嘉利多主演。之後她和蘿西·德·帕瑪共同飾演西班牙情景喜剧《锚定》。2015年3月，她與布蘭卡·蘇亞雷斯和榮·岡薩雷斯共同出演《找不著北》，她在當中飾演納迪亞（Nadia）。同年，她贏得「阿利坎特市獎」，這座獎項由阿利坎特影展創辦來鼓勵西班牙年輕天才。2015年12月，她在由《大飯店》創作人編劇的新驚悚影集《大使馆》（La Embajada）擔綱主演。影集在坎城MIPTV 媒體市場放映，並由美國網站未來電視買下。
2016年，她出演《如何活过一次告别》，為首次在電影擔綱主演，並確認她是最古怪的西班牙女演員之一。電影被選入馬拉加影展的官方競賽，並入圍最佳影片。她在《分裂的王冠》（La Corona Partida）继续飾演奧地利的瑪格麗特。電影是影集《伊莎貝拉一世》和《卡洛斯帝王》的續集。同年，她在《寵物當家》聲演凱蒂（Katie）來重複配音的經歷。

### 2017年-至今：《紙房子》和享譽國際

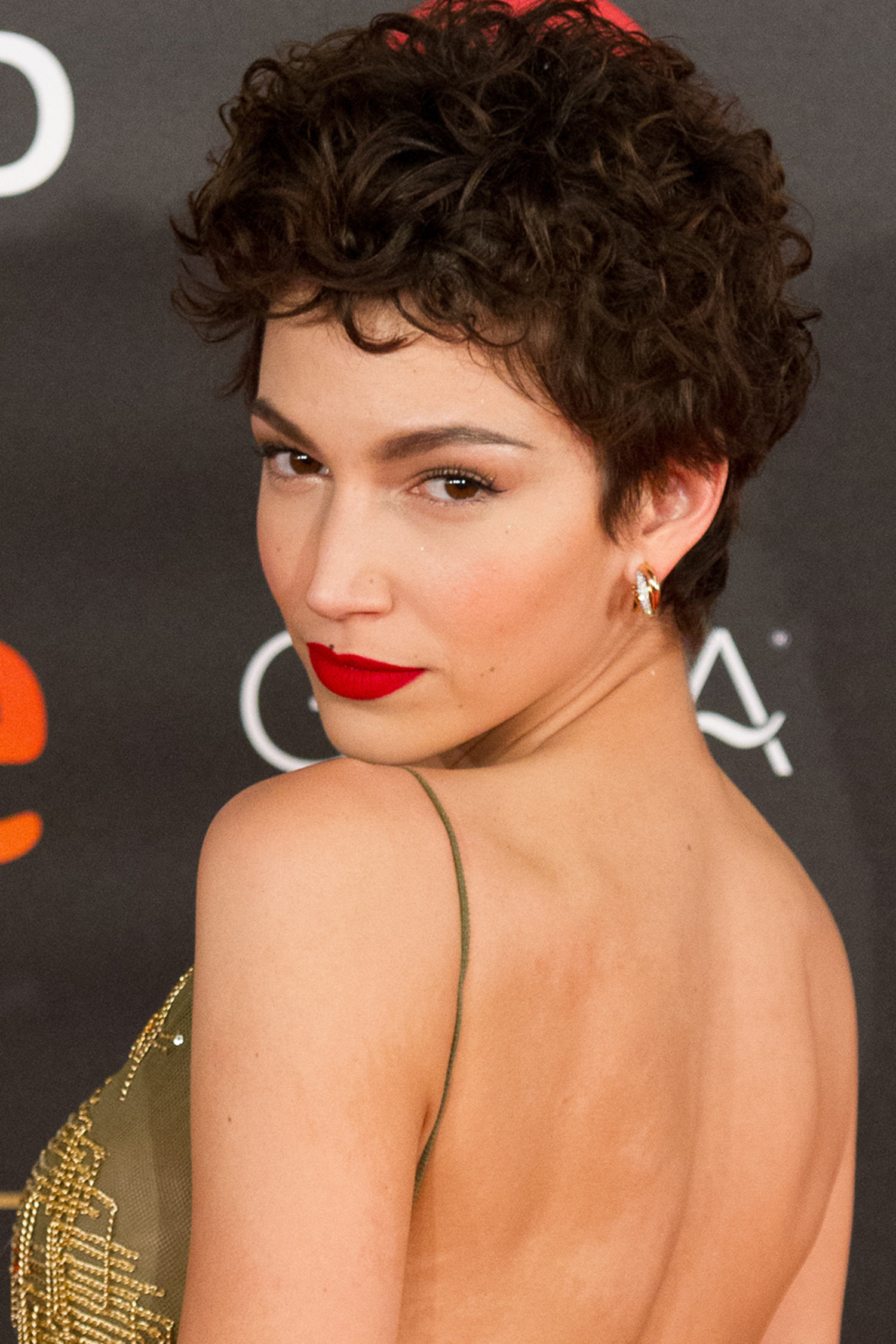
可貝蘿在2018年的哥雅獎

2017年，可貝蘿在搶劫電視劇《紙房子》擔綱主演。她是東京，為故事的旁白，是一名被教授發掘的逃亡搶匪來參與他的計劃。這部劇由艾力克斯·平納開創，他曾寫過《面对面》。這部劇圍繞了黑色幽默、反資本主義的交流和女性的重要性。它由西班牙Antena 3首次播出，並之後由Netflix在國際放映。烏蘇拉·可貝蘿在她演藝生涯中首次受到評論家和觀眾的好評，他們認為這部分是她生涯中的「尖銳對照」，打破了她之前的角色。她入围費羅茲獎电视剧最佳女演員和贏得Atv獎最佳女演員。影集在第46屆國際艾美獎贏得最佳劇集。它成為全球熱門，並且是Netflix上觀看次數最多的非英語影集。
之後，她首次擔綱在院線上映的戲劇主角，由胡立歐·麥登執導的《血脉之树》。這部驚悚片講述了一名神秘的女人麗貝卡（Rebecca，可貝蘿飾）和丈夫發現她家人的秘密。演員還出演由伊莎貝拉·庫謝特執導的《項目時間》（Proyecto Tiempo: La Llave）。電影在聖塞巴斯提安國際影展首映。
2018年，她在美國犯罪劇《偷拐搶騙》首次出演英語角色。她與魯伯特·葛林特和盧克·帕斯夸尼洛共同出演。
2019年，她在西班牙喜劇《胖妞星探》本色出演。之後，她宣佈在《特種部隊》衍生作品《特種部隊：蛇眼之戰》飾演特種部隊反派男爵夫人。

## 公眾形象
2018年，她參與支持阿根廷墮胎合法化的一條影片中。

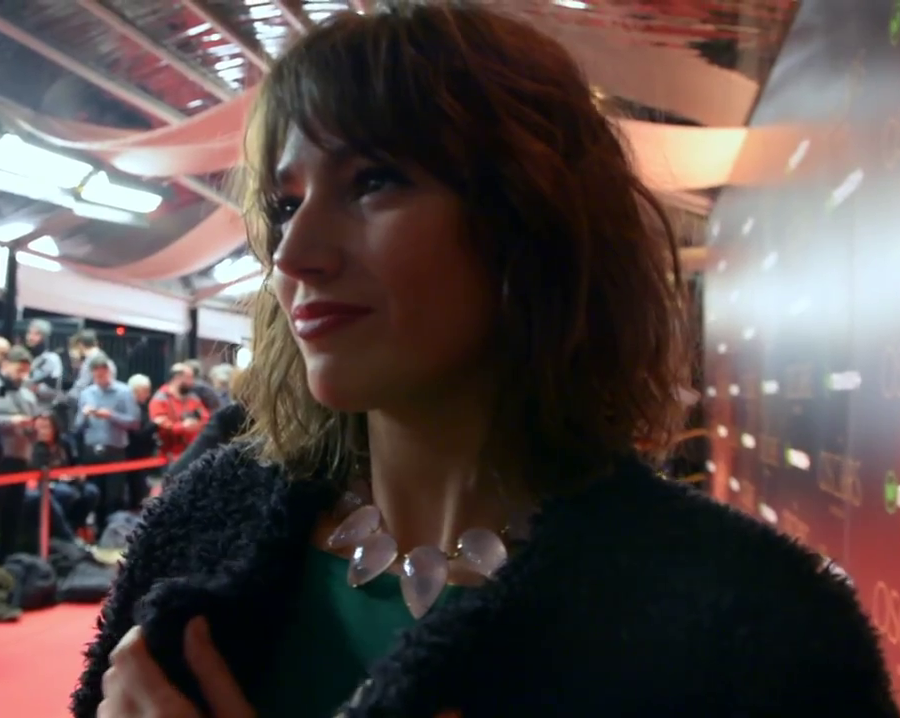
2016年的可貝蘿

她身為加泰隆尼亞人，並不認為自己是分裂主義者以及支持任何一方。儘管如此，在2017年加泰隆尼亞獨立公投爆發後，她在推特上表達了對於警方暴力感到「心碎」。
這位女演員被認為是「時尚指標」，並在第30屆哥雅獎上以特蕾莎·赫爾比格（Teresa Helbig）的側面開衩露腿連衣裙引起轟動。然而，她因她的體重而遭批評，有些人認為她患有厭食症。她經常否認並認為自己是健康食家。她經常鍛煉，包括做彼拉提斯和健身。
2018年5月，由於《紙房子》在世界的成功反應，這位女演員成為在instagram最多追隨者的西班牙明星，擁有超過500萬的追隨者，但隨後被喬治娜·羅德里格斯（Georgina Rodriguez）超越。她目前擁有超過1500萬追隨者。可貝蘿還利用她的平台來提高對氣候變遷的意識，並且是第4屆我們藝術水影展的評審團成員。
她是藝人公司「Ymas」的聯合創辦人讓更多人參與電影首映、幕後等。
演員與布蘭卡·蘇亞雷斯和克拉拉·拉戈參與了一些提高乳癌意識的廣告。她還通過Atresmedia基金會致力於兒童癌症。

## 個人生活
2008年，可貝蘿與演員伊斯雷·羅德里奎茲（Israel Rodríguez）約會兩年。2011年，她與網球運動員費利西亞諾·洛佩斯約會了5個月。從2013年開始，她與模特和演員安德斯·維倫科索約會了3年。
從2016年開始，她與奇諾·達林展開戀情，他倆在電視劇《大使馆》相遇。他們從2019年一起住在馬德里。
她有隻名為蘿莉塔（Lolita）的狗。

## 影視作品

### 電影
| 年份 | 片名                   | 角色             | 註釋     |
| ---- | ---------------------- | ---------------- | -------- |
| 2007 | 《遺囑編年史》         | 奎瓦             | 短篇     |
| 2011 | 《滑梯》               | 不適用           | 短篇     |
| 2011 | 《埃爾西諾公園》       | 麗莎             | 從未發行 |
| 2011 | 《鬼悚历险3D》         | 貝倫             |          |
| 2013 | 《殺戮派對》           | 瑪麗亞/勞拉      |          |
| 2013 | 《远离世界》           | 索尼婭           |          |
| 2013 | 《誰殺了班比？》       | 保拉·拉雷        |          |
| 2013 | 《食破天驚2》          | 薩拉             | 配音     |
| 2015 | 《找不著北》           | 納迪亞           |          |
| 2015 | 《如何活过一次告别》   | 瑪爾塔           |          |
| 2016 | 《分裂的王冠》         | 奧地利的瑪格麗特 |          |
| 2016 | 《寵物當家》           | 凱蒂             | 配音     |
| 2016 | 《黑標》               | 亞歷克斯         | 短片     |
| 2017 | 《項目時間》           | 愛瑪             |          |
| 2017 | 《表情符號電影》       | 微笑             | 配音     |
| 2017 | 《一個愛情故事》       | 本人             | 短片     |
| 2018 | 《血脉之树》           | 蕾貝卡           |          |
| 2021 | 《特種部隊：蛇眼之戰》 | 男爵夫人         |          |
| 2024 | 《偷破天際線》         | 卡蜜拉（Camila） |          |

### 電視
| 年份      | 劇名                        | 角色                        | 註釋                                | 頻道               |
| --------- | --------------------------- | --------------------------- | ----------------------------------- | ------------------ |
| 2002      | 《破裂鏡子》                | 瑪麗亞                      | 3集                                 | TV3                |
| 2005-2006 | 《結束》                    | 莎拉                        | 7集                                 | TV3                |
| 2007      | 《倒數計時》                | 丹妮拉                      | 《布列塔尼學院，09：23小時》一集    | Cuatro             |
| 2007      | 《寄宿学校疑云》            | 曼紐拉·波蒂略               | 《眼见为实》一集                    | Antena 3           |
| 2008–2011 | 《物理還是化學》            | 露絲·戈麥斯                 | 71集                                | Antena 3           |
| 2011–2019 | 《4月14日的共和國》         | 比阿特麗斯·德拉托雷         | 30集                                | 第一台             |
| 2012      | 《飛》                      | 里拉／馬爾華                | 電視電影                            | TV3                |
| 2013      | 《远离世界》                | 朱莉婭·科爾塔扎/勞拉·馬克斯 | 8集                                 | 第一台             |
| 2013      | 《輝煌的日子》              | 帕洛瑪·阿連德               | 電視電影                            | 第五電視台         |
| 2014      | 《不顾一切》                | 索菲婭                      | 《#3.14集》一集                     | Antena 3           |
| 2014      | 《伊莎贝拉一世》            | 奧地利的瑪格麗特            | 7集                                 | 第一台             |
| 2015      | 《锚定》                    | 納塔利婭                    | 8集                                 | 第五電視台         |
| 2016      | 《大使馆》                  | 以斯帖·薩里納斯             | 11集                                | Antena 3           |
| 2017      | 《豪爾赫·桑茲變成了什麼？》 | 本人                        | 《豪爾赫·桑茲變成了什麼？連勝》一集 | Movistar+          |
| 2017–2021 | 《紙房子》                  | 塞蓮娜·「東京」·奧莉維拉    | 主角；41集                          | Antena 3／Netflix  |
| 2018      | 《偷拐搶騙》                | 伊內斯                      | 8集                                 | 索尼爆裂           |
| 2019      | 《胖妞星探》                | 本人                        | 《B級時尚》一集                     | Netflix            |
| 2023      | 《星際大戰：視界》          | 蘿拉                        | 配音；1集                           | Disney+            |
| 2023      | 《焦灼情禍》                | 羅莎·佩羅                   | 8集                                 | Netflix            |
| 2024      | 《史密斯任務》              | 魯妮                        | 1集                                 | Amazon Prime Video |
| 2024–     | 《豺狼之日》                | 紐芮亞                      |                                     | 天空大西洋台／孔雀 |

### 音樂錄影帶
| 年份 | 歌名               | 歌手                               |
| ---- | ------------------ | ---------------------------------- |
| 2008 | 《真理的代價》     | 一月五日樂團                       |
| 2013 | 《傷心人》         | 奧林樂團                           |
| 2013 | 《重要的事情》     | Pignoise樂團                       |
| 2015 | 《我親愛的西班牙》 | 基科·韦内诺、羅莎倫                |
| 2018 | 《當你看著我》     | C·坦加纳                           |
| 2020 | 《Un Día（一日）》 | J·巴爾文、杜娃·黎波、壞痞兔和Tainy |

## 獎項與提名
| 年份 | 獎項               | 範疇             | 作品             | 結果 |
| ---- | ------------------ | ---------------- | ---------------- | ---- |
| 2009 | 拉曼恰的原產地名稱 | 年度年輕藝人     | 《物理還是化學》 | 獲獎 |
| 2010 | 頂級魅力           | 最佳新演員       | 《物理還是化學》 | 獲獎 |
| 2011 | Kapital            | 最佳女演員       | 《物理還是化學》 | 獲獎 |
| 2014 | 錫切斯影展         | 不可馴服的靈魂   | 本人             | 獲獎 |
| 2014 | 男性健康獎         | 年度女性         | 本人             | 獲獎 |
| 2015 | 阿利坎特影展       | 榮譽與鼓勵獎     | 本人             | 獲獎 |
| 2018 | 費羅茲獎           | 電視劇最佳女主角 | 《紙房子》       | 提名 |
| 2018 | Atv獎              | 最佳女演員       | 《紙房子》       | 獲獎 |
| 2018 | 第20屆鳶尾花獎     | 最佳女演員       | 《紙房子》       | 獲獎 |
| 2020 | 第七屆鉑金獎       | 最佳女演員       | 《紙房子》       | 提名 |

## 外部鏈接
- 官方网站
- 烏蘇拉·可貝蘿在互联网电影资料库（IMDb）上的資料（英文）
- 烏蘇拉·可貝蘿的X（前Twitter）
- 烏蘇拉·可貝蘿的Instagram帳戶